# 풍전비철
주식회사 풍전비철은 대한민국 인천광역시에 본사를 둔 철강생산업체이다.

## 역사 및 현황
1983년 6월에 풍전금속공업사로 시작하여, 1997년 3월 19일에 현재의 사명인 풍전비철로 변경하였다.